# L'Enlèvement de David Balfour
Pour plus de détails, voir Fiche technique et Distribution.
L'Enlèvement de David Balfour (Kidnapped) est un film américain de Robert Stevenson sorti en 1960. Il s'agit d'une adaptation de Enlevé ! (Kidnapped, 1886), célèbre roman d'aventures de Robert Louis Stevenson.

## Synopsis
Au XVIIIe siècle en Écosse, le jeune David Balfour est obligé par une lettre de son père récemment décédé d'aller à la Maison de Shaws, où il est salué sans beaucoup d'enthousiasme par son oncle avare Ebenezer. Une tentative d'arranger un accident mortel confirme qu'Ebenezer n'a aucune affection pour son neveu. Cependant, David n'est pas suffisamment sur ses gardes. Il accompagne Ebenezer à une réunion avec un associé dans une entreprise maritime, le Capitaine Hoseason. Le capitaine emmène David à bord de son bateau et l'enlève, à l'instigation d'Ebenezer.
En mer, David apprend qu'il doit être vendu dans une servitude d'indenture. Cependant, un brouillard à couper au couteau arrive et le bateau entre en collision avec un autre navire. Alan Breck Stewart, le seul survivant du second navire est amené à bord et paye pour son passage, mais l'avide capitaine complote de le tuer pour récupérer le reste de son argent. David avertit Alan et les deux parviennent à combattre l'équipage meurtrier. Alan contraint Hoseason à accoster mais le bateau s'ensable toutefois David réussit à toucher terre, seul.
Après plusieurs rencontres dangereuses, il est sauvé par Alan, qui s'avère être un Jacobite recherché par les autorités. Échappant aux soldats, les deux hommes parviennent à retourner à la Maison de Shaws, où Alan dupe Ebenezer en le forçant à confesser ses crimes sous-entendant l'existence d'un témoin caché, permettant à David de revendiquer sa succession.

## Fiche technique
- Titre : L'Enlèvement de David Balfour
- Réalisation : Robert Stevenson
  - Assistants : Peter Manley (premier assistant), Eric Rattray (second assistant) et Ian Goddard (troisième assistant, non crédité)
- Scénario : Robert Stevenson d'après l'œuvre de Robert Louis Stevenson : Enlevé ! (Kidnapped)
- Photographie : Paul Beeson
- Cadreur : Alan Hume
- Montage : Gordon Stone
- Direction artistique : Carmen Dillon
  - Dessins préparatoires : Don DaGradi
  - Effets visuels : Peter Ellenshaw
  - Raccords : Pamela Carlton
- Décorateur de plateau : Vernon Dixon
- Costumes : Margaret Furse
- Maquillage : Stuart Freeborn
- Coiffure : Florrie Hyde
- Technicien du son
  - Enregistreur son : Bill Daniels, Leo Wilkins
  - Montage sonore : Lionel Selwyn
- Cadreur : Alan Hume
- Casting : Maude Spector
- Conseiller : Maude Spencer (langues et dialectes)
- Musique : Cedric Thorpe Davie
  - Chef d'orchestre : Muir Mathieson
- Directeur de production : Frank Ernst
- Production : Walt Disney Productions
- Pays d'origine :  Royaume-Uni,  États-Unis
- Format : Couleurs par Technicolor — 1,75:1 — Mono — 35 mm
- Genre : aventures
- Durée : 97 minutes
- Date de sortie :
  - États-Unis : 24 février 1960

Sauf mention contraire, les informations proviennent des sources suivantes : Leonard Maltin, IMDb

## Distribution
- Peter Finch : Alan Breck Stewart
- James MacArthur : David Balfour
- John Laurie : Ebenezer Balfour
- Bernard Lee : le capitaine Hoseason
- Niall MacGinnis : Mr. Shuan
- Finlay Currie : Cluny MacPherson
- Miles Malleson : Mr. Rankeillor
- Andrew Cruickshank : Colin Campbell
- Peter O'Toole : Robin MacGregor

Source : Leonard Maltin, Dave Smith et IMDb

## Sorties cinéma
Sauf mention contraire, les informations suivantes sont issues de l'Internet Movie Database.
- États-Unis : 24 février 1960
- Japon : 14 janvier 1961
- Allemagne de l'Ouest : 28 février 1981 (TV)

## Origine et production
L'Enlèvement de David Balfour est le premier film Disney inspiré des œuvres de Robert Louis Stevenson depuis L'Île au trésor en 1950 et reprend le scénario du roman Enlevé ! (1886). Ce film est aussi une nouvelle production en terre britannique, production qui s'était arrêtée après la sortie de Échec au roi en 1954,.
Leonard Maltin et Dave Smith évoquent une confusion dans certaines presses établissant un vague lien de parenté entre l'auteur britannique Robert Louis Stevenson et le réalisateur californien Robert Stevenson, propos infirmé par l'américain.
Le film a été diffusé à la télévision dans l'émission Walt Disney's Wonderful World of Color sur NBC en deux épisodes, le 17 mars et le 24 mars 1961. Le film a été édité en vidéo en 1983 et 1992.

## Analyse
Au moment de la sortie du film en 1960, la revue britannique Sight and Sound se montre assez réservée. Elle y voit une adaptation « raisonnablement fidèle » du classique de Stevenson, salue le choix des acteurs et les remarquables paysages écossais, mais juge le film lui-même pas très passionnant. De même Eugene Archer du New York Times publie une critique assez négative du film : « Bien que M. Disney ait fait une vigoureuse [adaptation de l']Île de Trésor il y a dix ans, il a perdu sa patte durant la dernière décennie, ou alors les enfants ont été corrompus par les Gunsmoke et Peter Gunn. Le public d'hier n'a certainement pas été diverti [par ce film]. » Le magazine Time rappelle que pour R. L. Stevenson lui-même son roman n'avait pas d'autre ambition que de détourner quelques jeunes gens de leur lecture d'Ovide, et conclut que cette adaptation cinématographique par Disney pourrait bien leur faire trouver l'étude du latin tout aussi agréable. » Variety écrit que « les buts des personnages principaux ne sont jamais clairs,  il n'y a rien que le spectateur puisse suivre. Les scènes individuelles font leur effet, mais il n'y a pas d'effets cumulatifs ou de tension. » Arthur Knight du Saturday Review note que « l'une des vertus du film est le fait qu'il propose une vision franche envers le fait de tuer, boire et jouer sans en être affecté. »
Avec le recul, Leonard Maltin considère que le film a été réalisé avec minutie dans des décors proches de l'atmosphère des romans de Stevenson, mais que le scénario souffre d'éléments flous, vagues voire incompréhensibles pour le jeune public d'alors, comme les motivations des uns et des autres. De plus le film manquerait de vigueur.